# Marimba
Marimba je glasbilo, ki izhaja z afriške celine. Po izgledu je podobno ksilofonu, le da je večja, ima večji razpon tonov in posledično večje tipke. Spada med tolkala.